# Witosława
Witosława – staropolskie imię żeńskie, złożone z członów Wit(o)- („pan, władca”), i -sława („sława”). Zanotowane zostało po raz pierwszy w 1265 r. Mogło ono mieć charakter życzący i oznaczać „tę, która będzie sławną panią”. Formą skróconą tego imienia jest Wisława, a męskimi odpowiednikami – odpowiednio Witosław i Wisław.
Zdrobnienia: Witocha (z XV w.), Witochna (z XIV w.), Witosza (z XIII w.). 
Imię rzadkie. W styczniu 2025 r. w rejestrze PESEL, wśród publicznie dostępnych danych dotyczących osób żyjących, wykazano 66 kobiet o imieniu Witosława nadanym jako imię pierwsze.
Witosława imieniny obchodzi 4 lutego.

## Kobiety o imieniu Witosława
- Witosława Frankowska – polska etnomuzykolożka.